# Arma de fuego de cañón múltiple

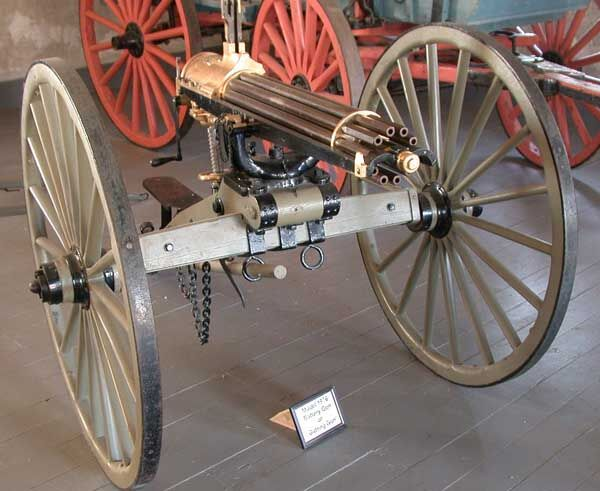
Ametralladora Gatling

Un arma de fuego de cañón múltiple es un arma de fuego de cualquier tipo con más de un cañón, por lo general para aumentar la cadencia de fuego / probabilidad de impacto y para reducir el desgaste / sobrecalentamiento del cañón.

## Historia
Las armas de fuego de cañón múltiple se remontan a los años 1300, cuando se desarrollaron los primeros cañones de salva. Originalmente fueron un primitivo intento de fuego rápido antes de la introducción de las armas automáticas alimentadas mediante cintas/cargadores. El empleo de varios cañones en las modernas armas automáticas, tales como la Minigun M134, hacen que tengan un desempeño eficaz en el campo de batalla.

## Ejemplos
- AO-63
- TKB-059
- AK-630
- Batería Billinghurst Requa
- Ametralladora Bira
- EX-17 Heligun
- Fedorov–Shpagina Modelo 1922
- Fokker-Leimberger
- Ametralladora Gardner
- Ametralladora Gast
- Ametralladora Gatling
- Cañón M197
- Cañón Nordenfelt de 1 pulgada
- GAU-12 Equalizer
- GAU-19
- GAU-7
- GAU-8 Avenger
- Gordon Close-Support Weapon System
- Gryazev-Shipunov GSh-23
- Gryazev-Shipunov GSh-30-2
- Gryazev-Shipunov GSh-6-23
- Gryazev-Shipunov GSh-6-30
- Glagolev-Shipunov-Gryazev GShG-7,62
- Metrallera
- Metrallera Montigny
- Minigun Hua Qing
- M61 Vulcan
- Minigun
- Myriad CIWS
- Ametralladora Nikonov
- Ametralladora Nordenfelt
- Fusil de salva Olin/Winchester
- Phalanx CIWS
- Ametralladora Ripley
- Cañón rotativo
- Vyacheslav Ivanovich Silin
- Ametralladora Slostin
- Special Purpose Individual Weapon
- Ametralladora Tipo 100
- Ametralladora Vickers-Higson
- Subfusil aéreo Villar-Perosa
- Subfusil Neal
- XM133 Minigun
- XM214 Microgun
- XM301
- Yakushev-Borzov YakB-12,7